# Can Vicentó
Can Vicentó és un edifici del municipi de Vilassar de Mar (Maresme) que forma part de l'Inventari del Patrimoni Arquitectònic de Catalunya.

## Descripció
És un edifici civil que segueix la línia del carrer i ocupa una cantonada entre dos carrers. Està format per una planta baixa, un pis i un terrat, sota el qual hi ha una càmera d'aire que serveix de golfes. El seu interès recau fonamentalment en la façana principal, amb un eix de simetria marcat per la porta principal i un finestral a cada banda, una gran balconada amb tres sortides que recorre l'amplada de l'edifici al primer pis, una cornisa molt treballada, suportada per mènsules i la barana superior, al centre de la qual s'aixeca un cos ornamental de caràcter eclèctic, flanquejat per quatre pinacles. Hi ha detalls vegetals decorant les llindes de les finestres del pis i a la planta baixa els murs estan decorats amb un arrebossat que imita carreus.